# NGC 1546
NGC 1546 este o galaxie spirală situată în constelația Peștele de Aur. A fost descoperită în 5 decembrie 1834 de către John Herschel. Se află la o distanță de 17 megaparseci de Pământ.